# 1000-km-Rennen von Pergusa 1975

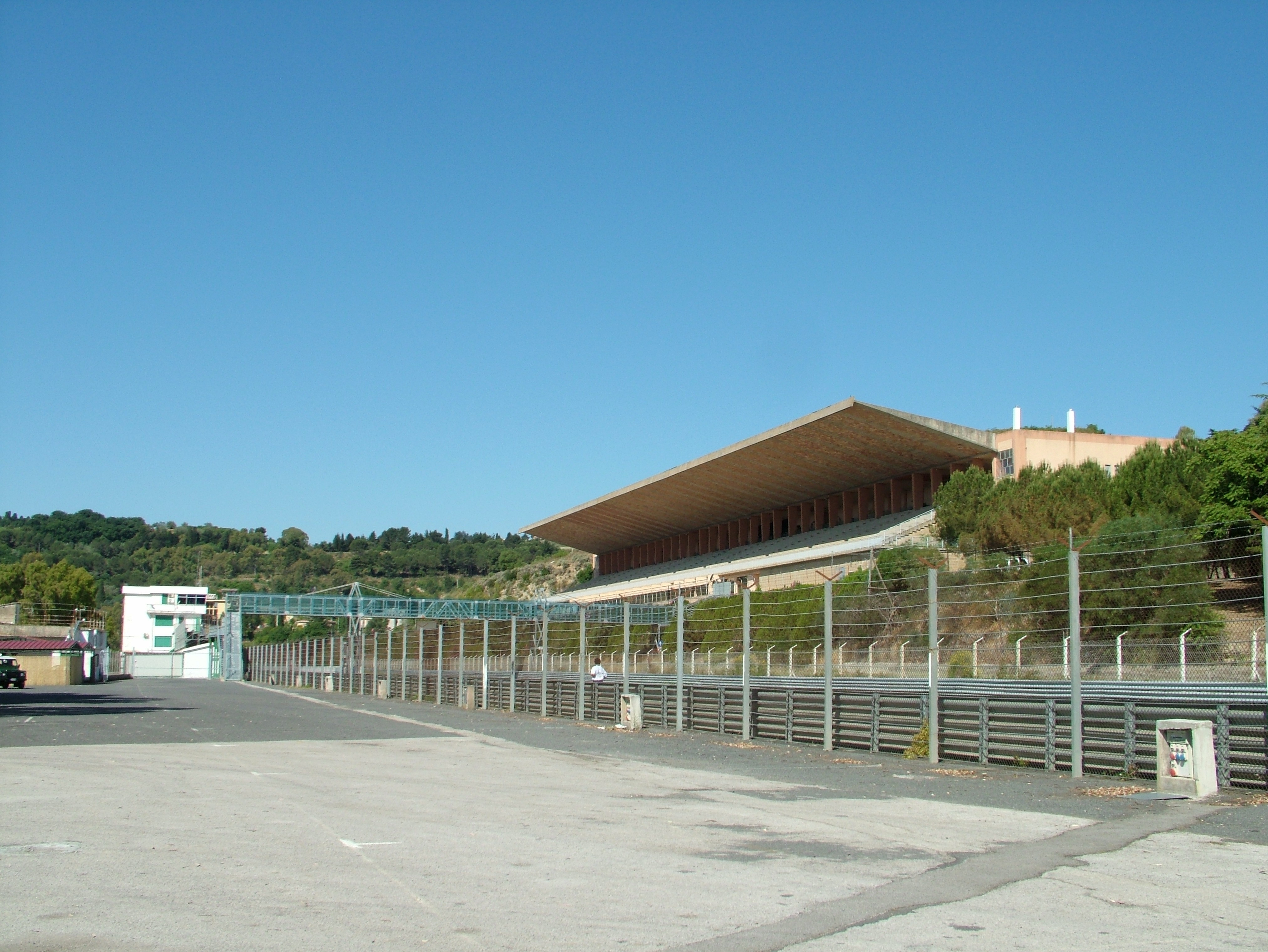
Tribünen am Autodromo di Pergusa

Das 1000-km-Rennen von Pergusa 1975, auch Coppa Florio, Enna-Pergusa, fand am 18. Mai auf dem Autodromo di Pergusa statt und war der sechste Wertungslauf der Sportwagen-Weltmeisterschaft dieses Jahres.

## Das Rennen
Bereits in der Frühzeit des Motorsports gab es ein Autorennen unter dem Namen Coppa Florio. 1900 gewann Alberto Franchetti auf einem Panhard & Levassor ein Rennen in der Nähe von Brescia, aus dem 1905 die Coppa wurde. Ab 1914 wurde die Veranstaltung auf dem Grande circuito delle Madonie in Sizilien ausgetragen. 1929 endete die erste Phase dieses Rennens mit dem Sieg von Albert Divo im Bugatti Type 35C.
1973 wurde die Rennveranstaltung wieder aufgenommen und erhielt 1975 den Weltmeisterschaftsstatus. Das 1000-km-Rennen endete mit einem überlegenen Doppelsieg der vom Willi Kauhsen Racing Team eingesetzten Alfa Romeo T33/TT/12, mit Arturo Merzario und Jochen Mass im Siegerwagen.

## Ergebnisse

### Schlussklassement
| 1               | S 3.0 | 1  | Willi Kauhsen Racing Team    | Arturo Merzario Jochen Mass                        | Alfa Romeo T33/TT/12    | 207 |
| 2               | S 3.0 | 2  | Willi Kauhsen Racing Team    | Derek Bell Henri Pescarolo                         | Alfa Romeo T33/TT/12    | 206 |
| 3               | S 3.0 | 4  | Scuderia Nettuno Ovoro       | Reinhold Joest Mario Casoni                        | Porsche 908/4           | 184 |
| 4               | GT    | 48 | Tebernum Porsche Racing Team | Hartwig Bertrams Reine Wisell Clemens Schickentanz | Porsche Carrera RSR     | 182 |
| 5               | GT    | 47 | Tebernum Porsche Racing Team | Clemens Schickentanz Hartwig Bertrams Reine Wisell | Porsche Carrera RSR     | 178 |
| 6               | S 1.6 | 27 | Scuderia Citta dei Mille     | Giancarlo Gagliardi Antonio Bramen                 | Chevron B31             | 175 |
| 7               | S 3.0 | 7  | Dr. H. Dannesberger          | Leo Kinnunen Herbert Müller                        | Porsche 908/4           | 173 |
| 8               | S 2.0 | 14 | Dorset Racing Associates     | Claude Crespin Ian Harrower                        | Lola T294               | 165 |
| 9               | S 2.0 | 18 | KVG Racing                   | John Hine Ian Grob                                 | Chevron B31             | 154 |
| Nicht klassiert |       |    |                              |                                                    |                         |     |
| 10              | S 2.0 | 11 | Eugenio Renna                | Eugenio Renna Luigi Moreschi                       | Chevron B26             | 142 |
| 11              | S 3.0 | 5  | Scuderia Nettuno             | Jürgen Barth Ernst Kraus                           | Porsche 908/3           | 136 |
| Ausgefallen     |       |    |                              |                                                    |                         |     |
| 12              | S 1.3 | 35 |                              | Pasquale Anastasio Roberto Arfé                    | Chevron B26             | 164 |
| 13              | S 1.6 | 25 |                              | Ermanno Pettiti Carlo Bilotti                      | Osella PA3              | 133 |
| 14              | S 1.3 | 40 |                              | Marcello Gallo Piero Bongiovanni                   | Lola T290               | 77  |
| 15              | S 2.0 | 20 | „King“                       | Franco Lisitano „King“                             | GRD S74                 | 64  |
| 16              | S 1.3 | 38 |                              | Giampaolo Ceraolo Luigi Sartorio                   | Chevron B23             | 63  |
| Nicht gestartet |       |    |                              |                                                    |                         |     |
| 17              | S 2.0 | 10 | Equipe Elf Switzerland       | Lella Lombardi Marie-Claude Charmasson             | Alpine-Renault A441     | 1   |
| 18              | S 3.0 | T  | Willi Kauhsen Racing Team    | Jochen Mass Derek Bell Henri Pescarolo             | Alfa Romeo T33/TT/12    | 2   |
| 19              | S 3.0 | 1T | Willi Kauhsen Racing Team    | Arturo Merzario                                    | Alfa Romeo T33/TT/12 CP | 3   |

1 Aufhängungsschaden im Training
2 Trainingswagen
3 Trainingswagen

### Nur in der Meldeliste
Hier finden sich Teams, Fahrer und Fahrzeuge, die ursprünglich für das Rennen gemeldet waren, aber aus den unterschiedlichsten Gründen daran nicht teilnahmen.
| Pos. | Klasse | Nr. | Team                 | Fahrer                                     | Chassis             |
| ---- | ------ | --- | -------------------- | ------------------------------------------ | ------------------- |
| 20   | GT     |     |                      | Artemisio Carducci Vincenzo Mirto Randazzo | Porsche Carrera RSR |
| 21   | S 1.6  |     |                      | Gianfranco Trombetti Lorenzo Niccolini     | Osella PA3          |
| 22   | GT     |     |                      | Toine Hezemans John Fitzpatrick            | Porsche Carrera RSR |
| 23   | S 2.0  |     |                      | Richard Robarts Robin Smith                | Chevron B23         |
| 24   | S 2.0  |     | Roger Heavens Racing | Manrico Zanuso Roger Heavens               | Lola T294           |
| 25   | S 2.0  |     |                      | Jean-Pierre Jaussaud Pierre-Marie Painvin  | Lola T292           |
| 26   | S 2.0  |     |                      | Antônio Castro Prado Alan Stubbs           | March 75S           |
| 27   | S 3.0  |     |                      | Giorgio Pianta Vittorio Brambilla          | Lola T282           |
| 28   | S 3.0  |     |                      | Tim Schenken Hans-Joachim Stuck            | Mirage GR7          |
| 29   | S 1.6  |     |                      | Ledy Zampolli                              | GRD S75             |
| 30   | S 1.3  |     |                      | Claudio Francisci Maurizio Flammini        | Chevron B26         |
| 31   | S 1.3  |     |                      | Marco Crosina                              | Osella PA3          |
| 32   | GT     |     |                      | Raffaele Restivo Alfonso Merendino         | Porsche Carrera RSR |
| 33   | S 2.0  |     |                      | Mario Cabral Colin Andrews                 | March 75S           |

### Klassensieger
| Klasse | Fahrer                  | Fahrer         | Fahrer               | Fahrzeug             | Platzierung im Gesamtklassement |
| ------ | ----------------------- | -------------- | -------------------- | -------------------- | ------------------------------- |
| S 3.0  | Arturo Merzario         | Jochen Mass    |                      | Alfa Romeo T33/TT/12 | Gesamtsieg                      |
| S 2.0  | Claude Crespin          | Ian Harrower   |                      | Lola T294            | Rang 8                          |
| S 1.6  | Giancarlo Gagliardi     | Antonio Bramen |                      | Chevron B31          | Rang 6                          |
| S 1.3  | kein Teilnehmer im Ziel |                |                      |                      |                                 |
| GT     | Hartwig Bertrams        | Reine Wisell   | Clemens Schickentanz | Porsche Carrera RSR  | Rang 4                          |

### Renndaten
- Gemeldet: 33
- Gestartet: 16
- Gewertet: 9
- Rennklassen: 5
- Zuschauer: unbekannt
- Wetter am Renntag: heiß und trocken
- Streckenlänge: 4,845 km
- Fahrzeit des Siegerteams: 5:05:25,700 Stunden
- Gesamtrunden des Siegerteams: 207
- Gesamtdistanz des Siegerteams: 1002,915 km
- Siegerschnitt: 197,018 km/h
- Pole Position: Arturo Merzario – Alfa Romeo T33/TT/12 (#1) – 1:21,760 = 213,567 km/h
- Schnellste Rennrunde: Arturo Merzario – Alfa Romeo T33/TT/12 (#1) – 1:24,100 = 207,396 km/h
- Rennserie: 6. Lauf zur Sportwagen-Weltmeisterschaft 1975